# سونا بانانرا
سونا بانانرا (به اسپانیایی: Zona Bananera, Magdalena) یک سکونتگاه مسکونی در کلمبیا است که در بخش ماگدالنا واقع شده‌است.

## خصوصیات
سونا بانانرا ۵۶٬۵۰۴ نفر جمعیت دارد.